# Fukyūgata
Fukyūgata (kanji: 普及型) là tên gọi chung cho hai bài Fukyūgata Ichi (普及型ー) và Fukyūgata Ni (普及型二) là những bài kata dùng để huấn luyện môn sinh mới nhập môn của một số lưu phái Karate. Nhận thấy các bài kata cổ truyền rất khó đối với môn sinh mới, năm 1940, một đại hội Karate Okinawa đã đề xuất việc cần biên soạn một vài bài kata rất cơ bản. Năm 1941, Nagamine Shoshin, người sáng lập lưu phái Matsubayashi-ryū đã sáng tác bài Fukyūgata Ichi. Miyagi Chojun, người sáng lập lưu phái Gōju-ryū, là người sáng tác ra bài Fukyūgata Ni (phái Gōju-ryū gọi bài này bằng tên Gekisai Daiichi) vào khoảng năm 1940. Việc đặt tên hai bài lần lượt là Ichi (một) và Ni (hai) là dựa vào mức độ dễ luyện của chúng. Bài Fukyūgata Ichi có 21 động tác, còn bài Fukyūgata Ni có 19 động tác.
Sau khi đã thành thục các bài Fukyūgata, môn sinh có thể chuyển sang luyện các bài kata cơ bản khác khó hơn như Naifanchi, Sanchin hay Pin'an.